# Ranunculus petrogeiton
Ranunculus petrogeiton Ulbr. – gatunek rośliny z rodziny jaskrowatych (Ranunculaceae Juss.). Występuje endemicznie w Chinach – w środkowej części Gansu, w południowym Shaanxi oraz w zachodniej części Syczuanu. 

## Morfologia
PokrójBylina o lekko owłosionych pędach. Dorasta do 5–15 cm wysokości.
LiścieSą trójsieczne lub trójdzielne. W zarysie mają kształt od owalnego do pięciokątnego. Mierzą 0,5–2 cm długości oraz 0,5–2,5 cm szerokości. Nasada liścia ma sercowaty kształt. Ogonek liściowy jest nagi i ma 1–5,5 cm długości.
KwiatySą pojedyncze. Pojawiają się na szczytach pędów. Mają żółtą barwę. Dorastają do 9–20 mm średnicy. Mają 5 eliptycznych działek kielicha, które dorastają do 4–6 mm długości. Mają 5 owalnych płatków o długości 5–9 mm.
OwoceNagie niełupki o odwrotnie jajowatym kształcie i długości 1–2 mm. Tworzą owoc zbiorowy – wieloniełupkę o jajowatym kształcie i dorastającą do 4–6 mm długości.

## Biologia i ekologia
Rośnie w lasach i na skalistych zboczach. Występuje na wysokości od 3000 do 4800 m n.p.m. Kwitnie od lipca do września. 